# Mabalako
Mabalako ist ein Ort im Osten der Demokratischen Republik Kongo.

## Lage
Mabalako liegt im Osten der Demokratischen Republik Kongo in der Provinz Nord-Kivu. Es befindet sich etwa 25 Kilometer westlich der Stadt Beni.

## Geschichte
Der Ort Mabalako war in besonderen Maße von der Ebolafieber-Epidemie 2018 bis 2020 betroffen. Die Erkrankung brach wahrscheinlich bereits im April im Ort aus. Am 12. August 2018 waren alleine 41 von 52 Erkrankungsfällen in Mabalako registriert worden. Die Zahlen der Erkrankungsfälle stiegen auch in der Folge weiter an.